# São Filipe (concelho de Cabo Verde)
| São Filipe Concelho de São Filipe     |                                           |
| \| \| \| \| (Bandeira) \| (Brasão) \| |                                           |
| Localização do São Filipe             |                                           |
| Gentílico                             |                                           |
| Ilha                                  | Fogo                                      |
| Sede                                  | Cidade de São Filipe                      |
| Freguesias                            | São Lourenço e Nossa Senhora da Conceição |
| População                             | 22248                                     |
| Dia do Município                      | 1 de maio                                 |
| Cód. CGN-CV                           | 82?                                       |
| Cód. ISO                              | CV-SF?                                    |
| Website                               | http://www.cmsf.cv/                       |
| Bandeira do São Filipe                | Brasão do São Filipe                      |
| (Bandeira)                            | (Brasão)                                  |

O Concelho de São Filipe é um concelho/município, da ilha do Fogo, no grupo de Sotavento, em Cabo Verde, com 22248 indivíduos, ou seja, cerca de 3/4 dos habitantes da ilha (hoje 2/4 dos terras da ilha). A cidade de São Filipe é a sede do concelho.
Neste concelho fica situado o porto de Vale de Cavaleiros e o aeródromo de São Filipe, as principais portas de entrada da ilha do Fogo.
O Dia do Município é 1 de maio, data que coincide com a celebração de São Filipe, padroeiro da ilha.
Desde 2008, o município da São Filipe é governado pelo Partido Africano para a Independência de Cabo Verde.

## Freguesias
O Concelho de São Filipe é constituído por duas freguesias:
- São Lourenço e
- Nossa Senhora da Conceição.

## Localidades
- Achada
- Curral Grande
- Estância Roque
- Figueira Pavão
- Fonte Aleixo
- Furna
- Galinheiros
- Lomba
- Monte Grande
- Monte Largo
- Patim
- Ponta Verde
- Salto
- Santo António
- São Filipe
- São Jorge
- São Lourenço
- Vicente Dias

## História
Foi criado em 1991, quando o antigo Concelho do Fogo foi dividido em dois, passando a parte sudoeste a ser chamada Concelho de São Filipe, e a parte nordeste a ser chamada Concelho dos Mosteiros. Em 2005, uma freguesia a leste foi separada para constituir o Concelho de Santa Catarina do Fogo.

## Demografia
| População de São Filipe (concelho de Cabo Verde) (1940–2010) | População de São Filipe (concelho de Cabo Verde) (1940–2010) | População de São Filipe (concelho de Cabo Verde) (1940–2010) | População de São Filipe (concelho de Cabo Verde) (1940–2010) | População de São Filipe (concelho de Cabo Verde) (1940–2010) | População de São Filipe (concelho de Cabo Verde) (1940–2010) | População de São Filipe (concelho de Cabo Verde) (1940–2010) | População de São Filipe (concelho de Cabo Verde) (1940–2010) |
| ------------------------------------------------------------ | ------------------------------------------------------------ | ------------------------------------------------------------ | ------------------------------------------------------------ | ------------------------------------------------------------ | ------------------------------------------------------------ | ------------------------------------------------------------ | ------------------------------------------------------------ |
| 1940                                                         | 1950                                                         | 1960                                                         | 1970                                                         | 1980                                                         | 1990                                                         | 2000                                                         | 2010                                                         |
| 23022                                                        | 17582                                                        | 25615                                                        | 29412                                                        | 30978                                                        | 25571                                                        | 27886                                                        | 22248                                                        |

|                         | Norte: Mosteiros      |                               |
| Oeste: Oceano Atlântico | São Filipe            | Leste: Santa Catarina do Fogo |
|                         | Sul: Oceano Atlântico |                               |

## Municípios geminados
- Cinfães, Portugal
- Espinho, Portugal
- Esposende, Portugal
- Matosinhos, Portugal
- Moimenta da Beira, Portugal
- Montijo, Portugal
- Ourém, Portugal
- Palmela, Portugal
- Sesimbra, Portugal
- Viseu, Portugal
- Vouzela, Portugal